# نام غیراختصاصی بین‌المللی

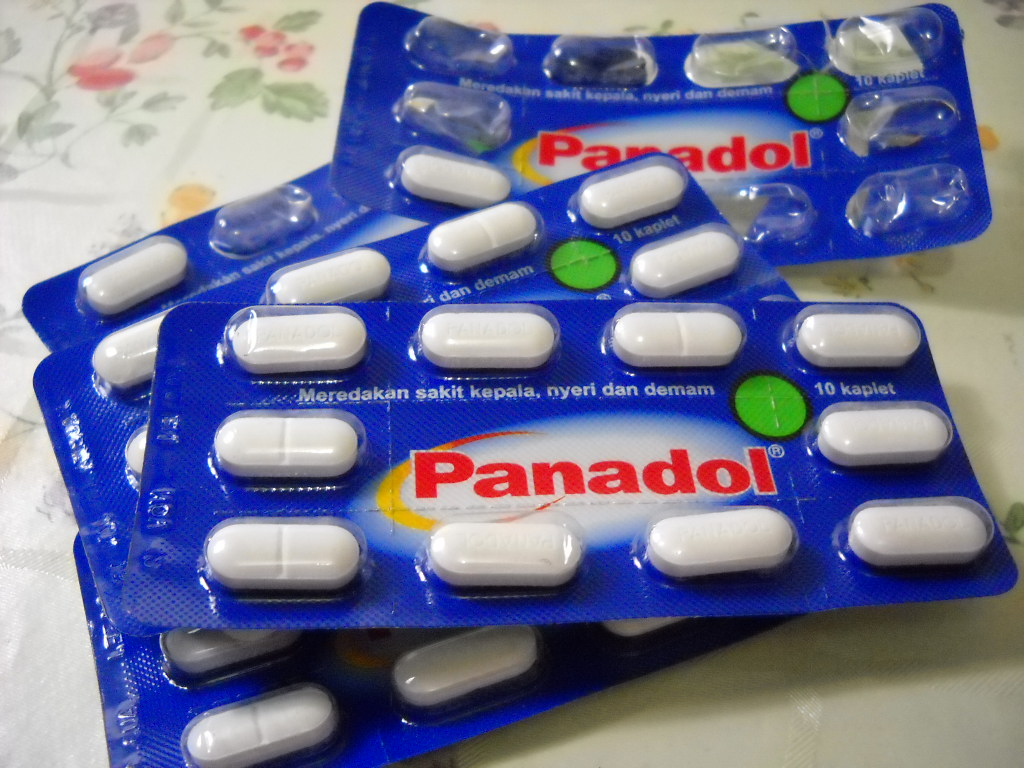
یک محصول با نام غیراختصاصی بین‌المللی

نام غیراختصاصی بین‌المللی (به انگلیسی: International nonproprietary name) (INN) نام عمومی و غیر اختصاصی رسمی داده شده به یک داروی شیمیایی یا مواد تشکیل دهنده فعال است. نام‌های غیر اختصاصی بین‌المللی را برای ارتباط دقیق تر با ارائه یک نام استاندارد منحصر به فرد برای هر ماده فعال، برای جلوگیری از اشتباهات تجویز ایجاد می‌کنند. سیستم INN توسط سازمان بهداشت جهانی (WHO) از سال ۱۹۵۳ هماهنگ شده است.